# Zespół unikania patologicznego
Zespół unikania patologicznego (ang. pathological demand avoidance, PDA) – jedno ze słabiej znanych CZR stwierdzone przez Elizabeth Newson (Child Development Research Unit, University of Nottingham). Odznacza się bardzo dobrym rozwojem umiejętności społecznych (np. kontakt wzrokowy) i teorii umysłu (dzieci wcześnie i chętnie bawią się w udawanie), w przeciwieństwie do wielu innych zaburzeń ze spektrum autyzmu, częściej także występuje u kobiet. To właśnie wcześnie rozwinięta wyobraźnia jest tym, co różni te osoby od tych np. z autyzmem dziecięcym czy zespołem Aspergera. Świadczą o tym częste obsesyjne zainteresowania innymi ludźmi (zwykle jedną osobą), osoby te należą do jakby innego rodzaju spektrum autystycznego, „autyzmu imaginującego”. Występuje także płytki afekt, impulsywność, często opóźnienie rozwoju mowy. Osoby te mają problem z poczuciem odpowiedzialności.
Rzadsze są natomiast: echolalia, manieryzmy, chodzenie na palcach, zaburzenie języka pragmatycznego, opór na zmiany.